# Diplocephalus rectilobus
Diplocephalus rectilobus là một loài nhện trong họ Linyphiidae.
Loài này thuộc chi Diplocephalus. Diplocephalus rectilobus được Eugène Simon miêu tả năm 1884.